# لوک ماسی
لوک ماسی (انگلیسی: Luke Massey؛ زادهٔ ۱۲ ژوئن ۱۹۸۴ ) یک کارگردان اهل بریتانیا است. وی از سال ۱۹۹۲ میلادی تاکنون مشغول فعالیت بوده‌است.
وی کارگردان فیلم‌هایی همچون ترک مخاصمه می‌باشد.